# Als der Wagen nicht kam. Eine wahre Geschichte aus dem Widerstand
Als der Wagen nicht kam. Eine wahre Geschichte aus dem Widerstand ist ein Buch von Manfred Lütz und Paulus van Husen, in dem van Husen sein eigenes Leben als Katholik und seine Eindrücke vor dem Ersten Weltkrieg als junger Mann bis zu seinem Amt als oberster Richter am Verfassungsgericht in Münster in den 1950er Jahren schildert. Das Werk, basierend auf den Memorien van Husens und eingeleitet von Lütz, ist 2019 im Herder Verlag erstmals erschienen. Van Husen, der Großonkel von Lütz, beschreibt seinen Konflikt mit den Nationalsozialisten, wie er sich dem Widerstand des Kreisauer Kreises anschloss, das Hitler-Attentat vom 20. Juli mit vorbereitete und deshalb in das Konzentrationslager Ravensbrück kam, aber überlebte.

## Inhalt

### Einleitung von Manfred Lütz
Mehr als 50 Jahre nach dem 20. Juli 1944, dem Scheitern des Attentats von Claus Schenk Graf von Stauffenberg auf Adolf Hitler im Führerhauptquartier Wolfsschanze, macht Manfred Lütz eine Entdeckung: Er findet die Autobiografie seines Großonkels Paulus van Husen, in der er dessen bis dahin unbekannten Bericht als Mitverschwörer liest.

### Hauptteil: Autobiografie Paulus van Husen
Im Hauptteil des Buches beschreibt Paulus van Husen seine eigene Lebensgeschichte: Nichts deutete darauf hin, dass er einmal zum Verschwörer werden würde. Vor dem Ersten Weltkrieg hatte er unter anderem ein unbeschwertes Studentenleben in Oxford und Genf geführt. Mit dem Ersten Weltkrieg nimmt sein Leben eine erste Wendung. Als Offizier des 1. Westfälischen Husaren-Regiments Nr. 8 kommt er im Januar 1918 zum ersten Mal an der Ostfront zum Einsatz. Im Oktober desselben Jahres wird er zurück an die Westfront verlegt, wo er während der amerikanischen Maas-Argonnen-Offensive an der Vorbereitung der deutschen Rückzugsstellungen (Antwerpen-Maas-Stellung) teilnimmt. Nach Kriegsende erlebt er als Mitglied der rechtsgerichteten Garde-Kavallerie-Schützen-Division den Beginn der Weihnachtskämpfe in Berlin mit, setzt sich aber noch vor deren Höhepunkt in seine westfälische Heimat ab.
Er wird Beamter und kommt 1921 als Landrat nach Oberschlesien, wo er die Volksabstimmung über die Zugehörigkeit zu Polen miterlebt. 1927 wird er Mitglied der deutsch-polnischen Gemischten Kommission und erlebt beim Völkerbund in Genf Gustav Stresemann. Mit den Nazis gerät er als überzeugtes Zentrumsmitglied bald aneinander. Er begegnet Joseph Goebbels, einem der engsten Vertrauten Hitlers, und Reinhard Heydrich, später einer der Hauptorganisatoren des Holocaust. Als Mitglied des Kreisauer Kreises beschreibt er eine prägende Begegnung mit dem Hitler-Attentäter Claus Schenk Graf von Stauffenberg. Eingeweiht in die Umsturzpläne, wird er einige Monate nach dem Attentat vom 20. Juli 1944 verhaftet und in das Konzentrationslager Ravensbrück eingeliefert. Trotz mangelnder Beweise wird er zu einer Zuchthausstrafe verurteilt, aber wenige Tage danach im Berliner Strafgefängnis Plötzensee von der Roten Armee befreit.
Nach dem Krieg wird er ein bedeutendes Mitglied der neu gegründeten CDU, Berater der amerikanischen Militärregierung und beschließt seine Karriere als erster Präsident des Oberverwaltungsgerichts für das Land Nordrhein-Westfalen. 1952 wird van Husen Präsident des neu errichteten Verfassungsgerichtshofs für das Land Nordrhein-Westfalen, bis er 1959 in den Ruhestand geht.

### Beschreibung
Der Herder Verlag, Herausgeber des Buches, beschreibt das Werk von Lütz und Husen folgendermaßen:

„Wie Paulus van Husen »dem Löwen auf den Schwanz tritt« und dann doch entwischt, das zu verfolgen, ist spannend wie ein Krimi. In seiner Einleitung lässt Manfred Lütz nicht nur den Menschen Paulus van Husen noch einmal lebendig werden, er verweist auch auf die hohe Aktualität der abenteuerlichen Lebensgeschichte eines Mannes, der sich erhobenen Hauptes der Barbarei entgegenstellte.“

## Darstellung
Bei dem Werk handelt es sich um eine Autobiografie, die von Manfred Lütz auf der Basis der Memoiren seines Großonkels van Husen herausgegeben wurde. In der Einleitung beschreibt Lütz seinen Verwandten, den er nie richtig kennengelernt hatte, sowie seine Familiengeschichte. Der Hauptteil des Buches ist direkt den Schriften van Husens entnommen, jedoch mit leichten Änderungen und Anmerkungen. Von den 977 Seiten des originalen Manuskriptes sind etwa 280 Seiten wiedergegeben.
Der Erzähler des Hauptteiles ist van Husen selbst. Er schildert seine Erfahrungen, Eindrücke und Begegnungen mit verschiedensten Personen.

## Bedeutung
Nachdem Manfred Lütz die Memoiren im Nachlass seines Großonkels gefunden hatte, übergab er sie zunächst an den Historiker und Direktor der Forschungsstelle der Kommission für Zeitgeschichte, Karl-Joseph Hummel. Mit der Hilfe dieses Materials veröffentlichte dieser 2010 eine Quellenedition über die „Lebenserinnerungen“ van Husens, das im Brill Schöningh Verlag erschien. Aufgrund der „Vielschichtigkeit und Dichte der Lebenserinnerungen van Husens“ sind dort besonders die historisch komplexen Themen mit Verweisen, Erläuterungen und Anmerkungen ergänzt.

## Ausgabe
Manfred Lütz, Paulus van Husen: Als der Wagen nicht kam. Eine wahre Geschichte aus dem Widerstand. Herder Verlag, Freiburg 2019, ISBN 978-3-451-38421-9.